# Maria Petrovic
Maria Petrovic (* 6. März 2002) ist eine schwedische Tennisspielerin.

## Karriere
Petrovic spielt vorrangig auf der ITF Women’s World Tennis Tour, wo sie bislang einen Titel im Doppel gewinnen konnte.

## Turniersiege

### Doppel
| Nr. | Datum        | Turnier | Kategorie | Belag | Partnerin              | Finalgegnerinnen                       | Ergebnis  |
| --- | ------------ | ------- | --------- | ----- | ---------------------- | -------------------------------------- | --------- |
| 3.  | 18. Mai 2019 | Varberg | ITF W15   | Sand  | Caijsa Wilda Hennemann | Jekaterina Makarowa Sadafmoch Tolibowa | 7:63, 6:3 |